# Tom Jager
Thomas Michael "Tom" Jager (Collinsville, 6 de outubro de 1964) é um nadador norte-americano, ganhador de duas medalhas de ouro em Jogos Olímpicos, especialista no nado livre.
Jager bateu o recorde mundial dos 50 metros livre seis vezes - a primeira foi em 1985 com a marca de 22s40, a última foi em 1990 com a marca de 21s81, marca que só seria batida 10 anos depois por Alexander Popov.
Jager terminou a sua carreira na seletiva olímpica americana de 1996, quando na idade de 31 anos, ele tentou se qualificar para a sua quarta Olimpíada. Ele foi um líder no mundo da natação. Ele era o capitão da equipe olímpica americana de 1988 e 1992 e da equipe americana do Mundial de 1991. Antes da Olimpíada de Barcelona em 1992, ele enfrentou o lendário nadador Mark Spitz, que tentou fazer um retorno. Jager bateu Spitz, com um tempo de 24s92 contra 26s70 de Spitz.
Quando ele se aposentou, ele era o recordista mundial dos 50m livre, um recorde obtido contra seu maior rival, Matt Biondi. Nas Olimpíadas de Seul em  1988, Biondi foi ouro e Jager prata. Em 1992, Biondi foi prata e Jager foi bronze. Ele e Biondi foram os primeiros americanos a ganhar ouros em três Olimpíadas.
Em 2001 Jager entrou no International Swimming Hall of Fame. 
Em 2004 ele tornou-se o treinador-chefe da equipe feminina da Universidade de Idaho, onde ainda hoje atua.